# Кубок Наследного принца Катара 2011
Кубок Наследного принца Катара 2011 — 17-й розыгрыш Кубка Наследного принца Катара, проходивший с 24 по 29 апреля. В соревновании приняли участие 4 лучшие команды Катара по итогам Лиги звёзд Катара 2010/2011.

## Участники
- Лехвия : чемпион Лиги звёзд Катара 2010/2011
- Аль-Гарафа : 2-е место в Лиге звёзд Катара 2010/2011
- Эр-Райян : 3-е место в Лиге звёзд Катара 2010/2011
- Аль-Араби : 4-е место в Лиге звёзд Катара 2010/2011

## Детали матчей

### 1/2 финала
| Лехвия | 0 – 1 | Аль-Араби  |
| ------ | ----- | ---------- |
|        | Отчёт | Каборе 50′ |

| Аль-Гарафа                                                                                             | 1 – 1 | Эр-Райян                                                                                     |
| --- | ----- | -------------------------------------------------------------------------------------------- |
| Жуниньо Пернамбукано 77′                                                                               | Отчёт | Хамид Исмаил 90+4′                                                                           |
| Пенальти                                                                                               |       |                                                                                              |
| Жуниньо Пернамбукано · Амара Диане · Отман Эль-Ассас · Билал Абдулрахман Абу Хамда · Миргхани Аль-Зайн | 5 – 4 | Мосис Мора · Юнес Али · Фабио Сезар Монтезине · Джаралла Аль-Марри · Итамар Батишта да Силва |

### Финал
| Аль-Араби | 0 – 2 | Аль-Гарафа                                       |
| --------- | ----- | ------------------------------------------------ |
|           | Отчёт | Миргхани Аль-Зайн 34′ · Жуниньо Пернамбукано 76′ |

| Кубок Наследного принца Катара Победитель 2011 |
| ---------------------------------------------- |
| Аль-Гарафа 3-й титул                           |